# Samtgemeinde Bardowick
Samtgemeinde Bardowick er en Samtgemeinde ("fælleskommune" eller amt) i den nordvestlige del af Landkreis Lüneburg i den tyske delstat Niedersachsen.
Administrationen ligger i byen Bardowick.

## Nabokommuner
Samtgemeinden grænser til Samtgemeinde Salzhausen, til byen Winsen (Luhe), Samtgemeinde Elbmarsch (i Landkreis Harburg) og Samtgemeinde Scharnebeck, kommunen Adendorf, byen Lüneburg og Samtgemeinde Gellersen i Landkreis Lüneburg.

## Inddeling
I Samtgemeinden ligger kommunerne (areal/ indbyggere):
- Bardowick, Flecken (23,25 / 6.426)
- Barum (med landsbyerne Horburg og St. Dionys) (9,80 / 1.885)
- Handorf (9,75 / 1.984)
- Mechtersen (14,42 / 644)
- Radbruch (22,53 / 1.977)
- Vögelsen (8,26 / 2.298)
- Wittorf (12,00 / 1.473)

(pr. 30. juni 2011)
Floden Ilmenau, der er en biflod til Elben, løber gennem området.